# 直齒麗脂鯉
直齒麗脂鯉，為輻鰭魚綱脂鯉目脂鯉亞目脂鯉科的其中一個種，為熱帶淡水魚，分布於南美洲 Atrato河流域，體長可達10.8公分，棲息在水質混濁、流動快速的水域，以植物種子及昆蟲為食，生活習性不明。

## 扩展阅读
- 維基物種上的相關：直齒麗脂鯉